# Абубакирова, Гульназ Ахматовна
Гульназ Ахматовна Абубакирова (род. 18 января 1996) — российская шашистка, специализирующаяся в русских и международных шашках. Многократная победительница первенств России и Европы. Кандидат в мастера спорта. Входила в молодёжную сборную России по международным шашкам (с 2004).

## Образование
С 2002 по 2013 годы училась в Башкирской республиканской гимназии-интернате № 2 имени А. Валиди (г. Ишимбай). С 2013 года — студентка факультета математики и информационных технологий Башкирского государственного университета (ныне Уфимский университет науки и технологий).
Выступала за команды этих учебных учреждений

## Спортивная биография
Играть в шашки начала в 6 лет, когда ходила в детский сад. Поступив в первый класс, начала посещать секцию шашек при школе. Дебютировала на высшем уровне в 7 лет, заняв 3 и 2 места в первенстве Республики Башкортостан по русским шашкам среди девушек 1993 года рождения и младше. Воспитанница СДЮСШОР по шашкам города Ишимбая (тренер Гатиятуллин И. С.) и группы подготовки профессионального шашечного клуба «Башнефть» Выступала за шашечный клуб «Сатраш» (Ишимбай).
В 2005 году впервые приняла участие в первенстве России, где заняла 2 и 3 место и получила путёвку на Чемпионат Европы.
Серебряный призёр первенства России по международным шашкам среди девочек 1995 года рождения и младше (2005, Санкт-Петербург)
Бронзовый призёр первенства Европы по международным шашкам в молниеносной программе (2005, г. Ключборк, Польша), в основной — 7 место
Серебряный призёр первенства мира по русским шашкам в возрастной группе — 1996 г.р. и младше в молниеносной программе (2006, Санкт-Петербург).
Бронзовый призёр первенства мира по русским шашкам в возрастной группе — 1996 г.р. и младше в основной программе (2006, г. Санкт-Петербург).
В 2006 году — победительница первенства России в г. Уфа, попадает в молодёжную сборную России на первенство Европы по международным шашкам (2006, г. Таллин, Эстония). Серебряный призёр первенства Европы по международным шашкам в основной программе (2006, г. Таллин, Эстония), победительница — в блице, бронзовый призёр в быстрой программе.
Победительница первенства Европы по русским шашкам в составе команды России (2006, г. Брест, Белоруссия)
Серебряный призёр первенства Европы по русским шашкам в молниеносной программе (2006, г. Брест, Белоруссия).
В 2007 году выиграла первенство России и выступила на первенстве Европы по международным шашкам (2007, Санкт-Петербург), где в основной программе турнира среди мини-кадеток (девушки до 14 лет) заняла 17 место
В 2008 году на первенстве Европы по международным шашкам среди мини-кадеток (девушки до 14 лет) в основной программе (2008,г. Щечин, Польша) заняла 5 место
В том же году на командном первенстве России по русским шашкам среди школьных команд «Чудо-шашки» выступила в составе Ишимбайской башкирской республиканской гимназии-интерната № 2 имени Ахмет-Заки Валиди и заняла 2-е место (тренер-преподаватель Гатиятуллин, спортсмены: Азат Мухаметов, Айгуль Идрисова, Ильгиз Рисаев, Регина Аюпова, Гульназ Абубакирова).
В том же составе в 2009 году выиграла турнир
В 2011 году приняла участие в трёх важных взрослых соревнованиях.
На Кубке мира среди женщин (г. Уфа) набрала 9 очков из 18 возможных и заняла 19 место. Среди её соперниц — гроссмейстеры Нона Савина, Елена Мильшина, Тамара Тансыккужина, Ольга Балтажи, Гузель Георгиева.
На чемпионате мира по блицу среди женщин в г. Уфа выступила в предварительной стадии, в одной группе с такими гроссмейстерами, как Матрёна Ноговицына, Виктория Мотричко (результат — ничья), Нина Хукман, Ирина Пашкевич, Елена Мильшина (результат — выигрыш). Набрав 7 очков из 16 возможных, разделила 5-8 место, по коэффициенту — 7-я и невыход в финал.
На чемпионат России по международным шашкам среди женщин в быстрой программе 2011 года в г. Ишимбай заняла 11 место.
В 2012 году на чемпионате ФМШ по международным шашкам среди женщин, являющийся отбором на чемпионат Европы, в молниеносной программе заняла 6 место
В 2016 году выиграла лично-командный чемпионат среди вузов Республики Башкортостан и чемпионат ПФО по русским шашкам.
В 2019 году защитила магистерскую диссертацию.